# Albert Sylla
Albert Sylla, född 18 februari 1909, död 19 juli 1967 utrikesminister på Madagaskar 1960–1967, han var far till tidigare regeringschefen Jacques Sylla.